# Cryptalaus gibboni
Cryptalaus gibboni là một loài bọ cánh cứng trong họ Elateridae. Loài này được Newman miêu tả khoa học năm 1857.